# Гетто в Иказни
Гетто в Ика́зни (лето 1941 — лето 1942) — еврейское гетто, место принудительного переселения евреев деревни Иказнь Браславского района Витебской области и близлежащих населённых пунктов в процессе преследования и уничтожения евреев во время оккупации территории Белоруссии войсками нацистской Германии в период Второй мировой войны.

## Оккупация Иказни и создание гетто
Деревня Иказнь была захвачена немецкими войсками 24 июня 1941 года.
Реализуя нацистскую программу уничтожения евреев, немцы создавали гетто почти во всех городах и населённых пунктах Беларуси, где проживало еврейское население. Так и в Иказни оккупанты организовали гетто.

## Уничтожение гетто
Вскоре после захвата деревни немцы собрали 17 евреев, избили их и расстреляли к югу от местечка в местности Жвирки. Еврея Шнейдера и его жену убили не немцы, а их же соседи. 25 августа 35 евреев Иказни под угрозой смерти заставили собрать 1500 рублей «контрибуции».
Многие местные евреи погибли во время «акций» (таким эвфемизмом гитлеровцы называли организованные ими массовые убийства), а бо́льшую часть летом (в апреле) 1942 года перегнали в Браславское гетто и убили уже там. Часть евреев Иказни попали в Миорское гетто, что в 20 км от деревни.
Многие не хотели уходить, убегали и прятались. Их ловили и сажали в погреб в доме у Самовара, который до войны держал магазин с большим погребом. Летом 1942 года их, человек 20, избили палками и расстреляли в районе Жвирки на окраине Иказни — напротив старой школы. Некоторых столкнули в яму и закопали живыми. Местных мужчин заставили смотреть на расстрел и ждать команды закапывать ямы. Евреи прощались, кивая им головой.

## Случаи спасения
Семья Жоровых десять месяцев помогала скрываться Ицику Самовару, который в 1943 году ушел к партизанам.
Еврейская семья Генс пряталась у Анны Денисовой.

## Память
Памятника жертвам геноцида евреев в Иказни нет, но в десятке метров от места убийства на небольшой возвышенности лежит большой красный камень.
После войны через Жвирки прокладывали новую дорогу на Миоры, и когда бульдозер вырыл кости убитых евреев, их просто скинули в сторону от дороги.